# William McMaster Murdoch
William McMaster Murdoch, detto Will (Dalbeattie, 28 febbraio 1873 – Oceano Atlantico, 15 aprile 1912), è stato un marinaio britannico.
Dipendente della White Star Line, fu imbarcato in qualità di primo ufficiale di coperta sul transatlantico RMS Titanic ed era responsabile della plancia di comando quando la nave ebbe una collisione con un iceberg nell'oceano Atlantico che la fece naufragare.

## Biografia

### Vita e carriera
William McMaster Murdoch nacque il 28 febbraio 1873 a Dalbeattie, nella regione scozzese del Dumfries e Galloway, quarto di sei figli di Samuel Murdoch e di sua moglie Jane Muirhead. I Murdoch erano una famiglia legata per tradizione al mare, nonché grandi viaggiatori: il padre ed il nonno di William erano entrambi comandanti marittimi, così come i quattro fratelli del nonno.
Murdoch studiò prima alle scuole elementari di Dalbeattie, nella High Street, e poi presso le scuole superiori ad Alpine Street, finché conseguì il diploma nel 1887. Studiò infine quale allievo ufficiale di navi mercantili e dopo cinque anni di apprendimento sulla William Joyce & Coy a Liverpool gli fu possibile passare alla qualifica di secondo ufficiale di coperta.
Servì in seguito sulla Charles Cosworth, sempre a Liverpool, e con essa fece una serie di viaggi sulla costa occidentale del Sud America. Da maggio del 1895 divenne primo ufficiale di coperta sul Saint Cuthbert, nave che affondò per via di un uragano al largo dell'Uruguay, nel 1897. Murdoch guadagnò la patente di capitano di lungo corso a Liverpool, nel 1896, all'età di 23 anni. Dal 1897 al 1899, fu il primo ufficiale a bordo della J.Joyce & Co., nave in acciaio a quattro alberi per un peso di 2.534 tonnellate, con la quale viaggiò da New York a Shanghai.
Nel 1900 entrò al servizio della White Star Line; nei dodici anni seguenti avanzò gradualmente dalla qualifica di secondo a quella di primo ufficiale di coperta, navigando a bordo della Medic (nel 1900, insieme con Charles Lightoller, che avrebbe avuto come collega anche sul Titanic), la Runic (1901-1903), la Arabic (1903), la Celtic (1904), la Germanic (1904), la Oceanic (1905), la Cedric (1906), la Adriatic (1907-1911) e infine l'Olympic (1911-1912).
Nel 1903 Murdoch conobbe un'insegnante neozelandese di 29 anni di nome Ada Florence Banche, in viaggio per l'Inghilterra; i due, il 2 settembre 1907, si sposarono a Southampton, nella Chiesa di St Deny's. Sempre nel 1903, Murdoch raggiunse la qualifica di secondo ufficiale a bordo della Arabic, durante uno dei viaggi a Nord dell'Atlantico, dove riuscì a evitare una collisione con un'altra nave in una situazione di buio pressoché totale. In quell'occasione, fu costretto a violare gli ordini del suo superiore, l'ufficiale Fox, correndo verso la timoneria, e a scostare il timoniere; grazie al suo intervento, le due navi passarono a pochi centimetri l'una dall'altra.
Nel maggio 1911 si unì all'equipaggio dell'Olympic (nave che era destinata a surclassare le navi della Cunard Line), comandato dal capitano Edward Smith; l'equipaggio, oltre a Murdoch come primo ufficiale, comprendeva il comandante in seconda Henry Tingle Wilde e il capo commissario di bordo Henry W. McElroy. Il 14 giugno 1911 l'Olympic salpò dal porto di Southampton per il suo viaggio inaugurale verso New York, dove arrivò con successo poco meno di sei giorni dopo.
Il 20 settembre di quello stesso anno, l'Olympic fu protagonista di una collisione che danneggiò gravemente l'incrociatore della Royal Navy HMS Hawke. Murdoch si trovava a poppa della nave nel corso di questo scontro; tale inconveniente si trasformò in un disastro finanziario per la White Star Line a favore della Royal Navy, al quale si aggiunsero anche le spese per le riparazioni a Belfast, che lasciarono fermo l'Olympic per ben sei settimane.

### RMSTitanic
Murdoch, con la patente di "capitano di lungo corso" e la reputazione di "uomo abile e affidabile", era di fatto diventato uno degli ufficiali più anziani e rinomati della White Star Line, al punto che, riunitosi alla compagnia l'11 dicembre 1911, fu scelto come comandante in seconda del Titanic, transatlantico gemello dell'Olympic destinato ad entrare in servizio pochi mesi dopo. Sul Titanic, tuttavia, il comandante Smith, volendo continuare ad avere Henry Tingle Wilde come comandante in seconda, fece subentrare quest'ultimo a Murdoch, che venne quindi degradato a primo ufficiale, mentre Charles Lightoller, che avrebbe dovuto essere il primo ufficiale, diventò il secondo, subentrando a David Blair, il quale fu invece escluso dall'equipaggio.
Il Titanic partì per il suo primo viaggio da Southampton alla volta di New York il 10 aprile 1912; quando le vedette Frederick Fleet e Reginald Lee segnalarono la presenza di un grosso iceberg proprio davanti alla nave, intorno alle 23:40 del 14 aprile, dopo circa quattro giorni e undici ore di navigazione, l'ufficiale di guardia in plancia era Murdoch, che aveva sostituito Lightoller poco meno di due ore prima.
Fu proprio Murdoch a tentare di evitare la collisione ordinando di mettere tutto il timone a sinistra e, probabilmente, di fermare ed invertire i motori. Dopo che circa 90 metri del lato di dritta del transatlantico furono squarciati dalla montagna di ghiaccio, a Murdoch venne assegnato il compito di far evacuare i passeggeri, supervisionando l'imbarco sulle lance di salvataggio del lato di dritta della nave. L'ordine del capitano Smith di caricare sulle scialuppe prima donne e bambini fu inteso in maniera differente dagli ufficiali: Murdoch consentì di salire anche agli uomini sulle lance con ancora spazio disponibile, mentre Lightoller e gli altri ufficiali incaricati del lato di sinistra del transatlantico negarono l'imbarco a tutti gli uomini, calando di fatto le scialuppe non a pieno carico.
I due terzi dei sopravvissuti alla tragedia dovettero quasi certamente la loro vita a Murdoch. È certo che l'ufficiale perse la vita nel disastro, all'età di 39 anni, ma le effettive modalità non furono mai chiarite. Secondo alcune testimonianze infatti Murdoch, una volta esaurite le lance, si sarebbe gettato in acqua con il suo salvagente. Pochi giorni dopo il disastro, invece, altri membri dell'equipaggio ed alcuni passeggeri del Titanic cominciarono a parlare di un possibile suicidio di Murdoch durante l'affondamento. 

Il suo corpo, se recuperato, non fu mai identificato.
Nella sua città natale, Dalbeattie, è stato eretto un monumento per il suo eroismo e un premio di beneficenza venne istituito a suo nome. Il premio di beneficenza venne poi conferito al regista James Cameron, dopo la realizzazione del film Titanic; tuttavia, molti residenti di Dalbeattie protestarono per questa decisione.

## Filmografia
William McMaster Murdoch è stato ritratto da diversi attori nei diversi film dedicati al disastro del Titanic:
- nel film Titanic (1953), da Barry Bernard;
- nel film Titanic, latitudine 41 nord (1958), da Richard Leech;
- nel film TV S.O.S. Titanic (1979), da Paul Young;
- nella miniserie televisiva Titanic (1996), da Malcolm Stewart;
- nel film Titanic (1997), da Ewan Stewart;
- nel film-documentario Ghosts of the Abyss (2003), da Charlie Arneson.

Nella miniserie TV del 1996 e nel film del 1997 si vede Murdoch morire suicidandosi nel tentativo di trattenere una folla impazzita; nella pellicola di James Cameron, in particolare, l'ufficiale, mentre spara con la propria pistola d'ordinanza per calmare i passeggeri, esplode per sbaglio un colpo contro il personaggio di Tommy Ryan (Jason Barry), uccidendolo, e un attimo dopo, distrutto dal rimorso, si toglie la vita sparandosi con la stessa arma. Tale scena, assolutamente non corrispondente con la realtà storica, è stata oggetto di aspre polemiche da parte dei discendenti di Murdoch, al punto che lo stesso Cameron si è scusato con la famiglia, pur sottolineando il fatto che, come raccontato dai superstiti, alcuni ufficiali spararono realmente sulla folla.